# پایراکسفروات

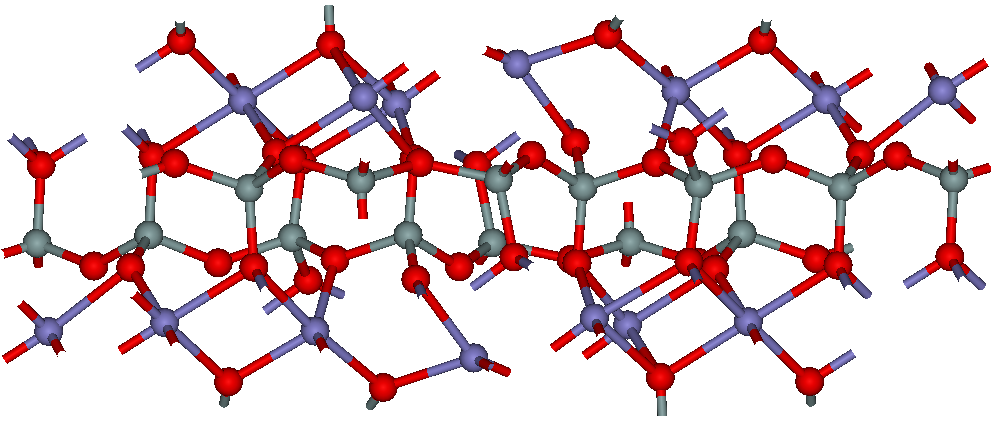
ساختار بلوری پایراکسفروات

پایراکسفروات (به انگلیسی: Pyroxferroite) کانی از سیلیکات‌های زنجیره‌ای شامل عناصری چون آهن، اکسیژن، سیلیکون و به میزان کمتری کلسیم می‌باشد. با فرمول شیمیایی Ca0.15Fe0.85SiO3 می‌باشد. این کانی نخستین بار در سال ۱۹۶۹ در گودالی بزرگ بر روی سطح ماه به نام دریای آسایش توسط فضانوردان پایگاه آرامش در خاک ماه یافت شد که نخستین بار بر روی سطح ماه پا گذاشته بودند. آرمالکولایت به همراه ترنکولایدیایت و آرمالکولایت کانی‌هایی بودند که نخستین بار بر روی سطح ماه کشف شدند. بعدها این کانی در درون پوستۀ زمین یافت شد که شرایط فشار و دمای بالا و در زمان بسیار طولانی پدید آمده‌است. علت نامگذاری پایراکسفروات به این نام وجود آن در سنگ‌های آتشفشانی و به ویژه شیشه‌های آتشفشانی می‌باشد.